# Mosquée Émir Abdelkader
Pour les articles homonymes, voir Émir Abdelkader (homonymie).
La mosquée Émir Abdelkader (en arabe: مسجد الأمير عبد القادر, en tamazight : ⵜⴰⵎⵣⴳⵉⴷⴰ ⵏ ⵍⵉⵎⵉⵔ ⵄⴱⴷⴰⵍⵇⴰⴷⵔ) est une mosquée algérienne située à Constantine, dans le quartier Émir Abdelkader d'où son appellation. Cet édifice religieux pouvant accueillir jusqu'à 19 000 personnes, s’étend sur une superficie totale de 13 hectares en englobant la mosquée ainsi que les bâtiments de l’université islamique. En 1984, l'Université islamique rattachée à la mosquée a été inaugurée, et l'ouverture de la mosquée a été retardée jusqu'en 1994. La mosquée est à la fois un lieu de prière et une université pour l'enseignement des sciences islamiques. Elle comporte deux minarets de 107 mètres chacun.

## Histoire
L'idée de construire une grande mosquée à Constantine remonte à 1968, sa réalisation devait se faire dans le quartier « Émir Abdelkader » d'où l'appellation de la mosquée.
Le colonel Mohamed Abdelghani membre du Conseil de la Révolution et Commandant de la 5e Région militaire après différents contacts avec les promoteurs, soumet le projet au Conseil de la Révolution. Le président Houari Boumédiène est intéressé par le projet et sous son impulsion modifie le projet de simple mosquée et érige un projet d'Université des sciences islamiques ; la première université islamique algérienne de l'époque moderne.
Les études sont confiées au Bureau d'études techniques, de la Sonatrach qui supervise l'ensemble du projet, les terrassements sont confiés au génie militaire et la réalisation à la DNC-ANP (Convention du 22 février 1972).
Le président de la République, Houari Boumediene, a choisi de confier le projet à Mustafa Moussa, un architecte égyptien travaillant au service de la présidence algérienne, écartant ainsi les propositions architecturales soumises par d'autres architectes occidentaux.
Bachir Yellès, doyen des artistes plasticiens algériens, a joué un rôle majeur dans la conception de la mosquée,.
L'université est inaugurée en 1984, cependant, l'inauguration de la mosquée a été retardée et a finalement été inaugurée par le chef du gouvernement algérien Mokdad Sifi, le 31 octobre 1994.

## Description

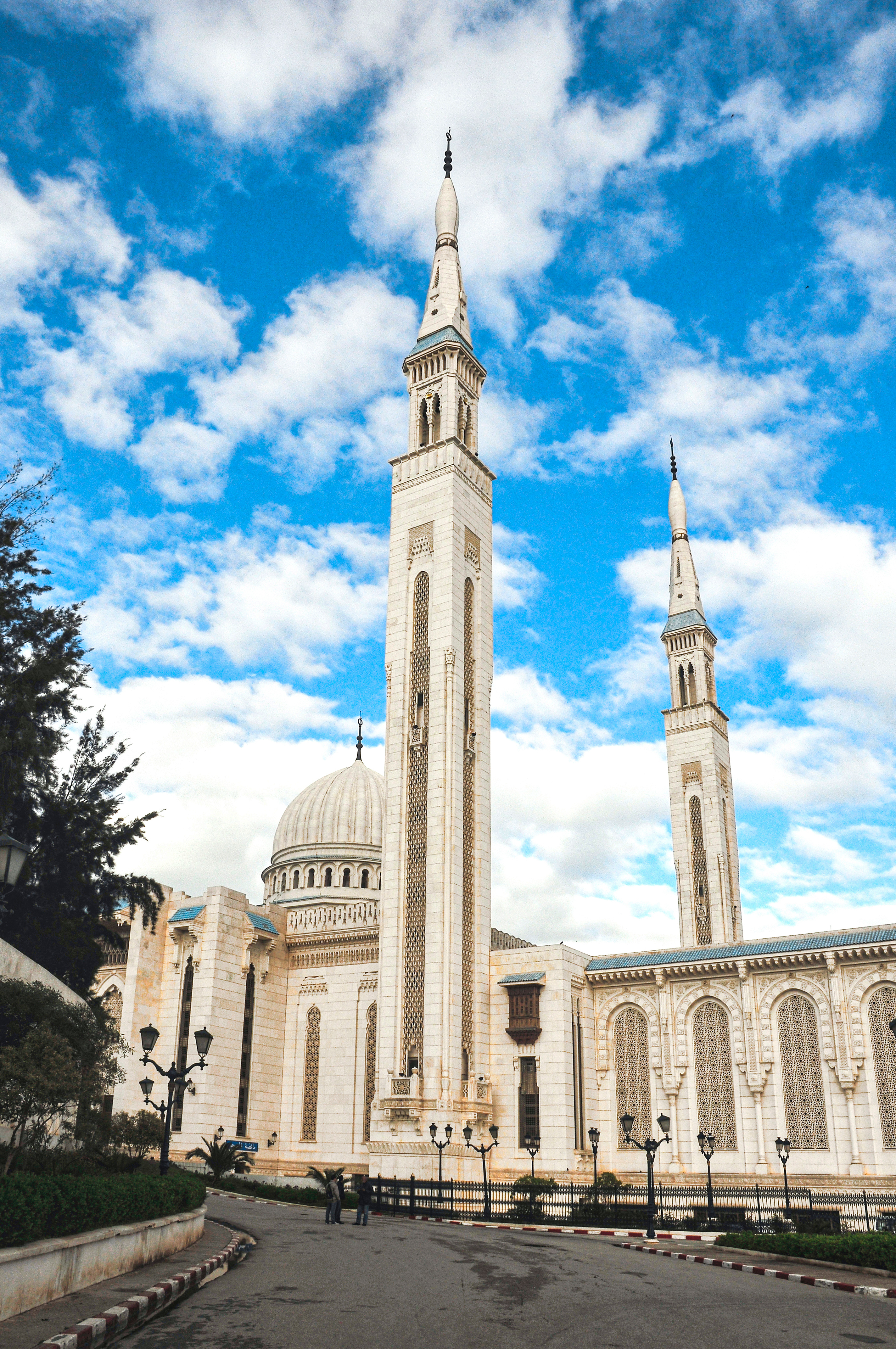
Vue de la mosquée Émir Abdelkader

La mosquée est composée de deux salles de prière, une salle pour femmes qui jouxte une salle principale destinée aux hommes. Elle est disposée tout autour d'un patio central.
L'ensemble des deux salles de prière peut accueillir jusqu'à 19000 fidèles.
La partie supérieure du mihrab de la salle de prière a été sculptée sur place dans un seul bloc de marbre, dominé par les minarets de 107 mètres, la coupole culmine à 64 mètres,.
Dans le même ensemble, sur l'autre façade, se trouve l'université islamique. Cette université se compose de trois niveaux. Au rez de chaussée: l'espace central est occupé par la grande salle de conférences au dessus de laquelle se trouve la cour avec son grand bassin, entouré de larges couloirs en forme d'arcades vitrés.

## L'université
L'université comprend trois facultés :
- Faculté des arts et de la civilisation islamique.
- Faculté de droit et d'économie.
- Faculté de théologie.

Parmi les spécialisations proposées par l’université on trouve celles ayant trait aux sciences légales comme le hadîth, le fiqh, les sciences coraniques, les religions comparées, l’économie, le droit, la prédication et les médias ou les moyens de communication, etc.
De nombreux oulémas du monde musulman ont enseigné dans cette université, parmi les plus connus nous pouvons citer: Mohammed al-Ghazali, Al Bouti, Youssef al-Qardaoui et Cheikh Abbas, qui fut également l'une des personnalités algériennes ayant contribué à l'idée de concrétiser le projet de la mosquée.

## Accès
La mosquée Émir Abdelkader est accessible par le tramway de Constantine à la station Émir Abdelkader.

## Galerie

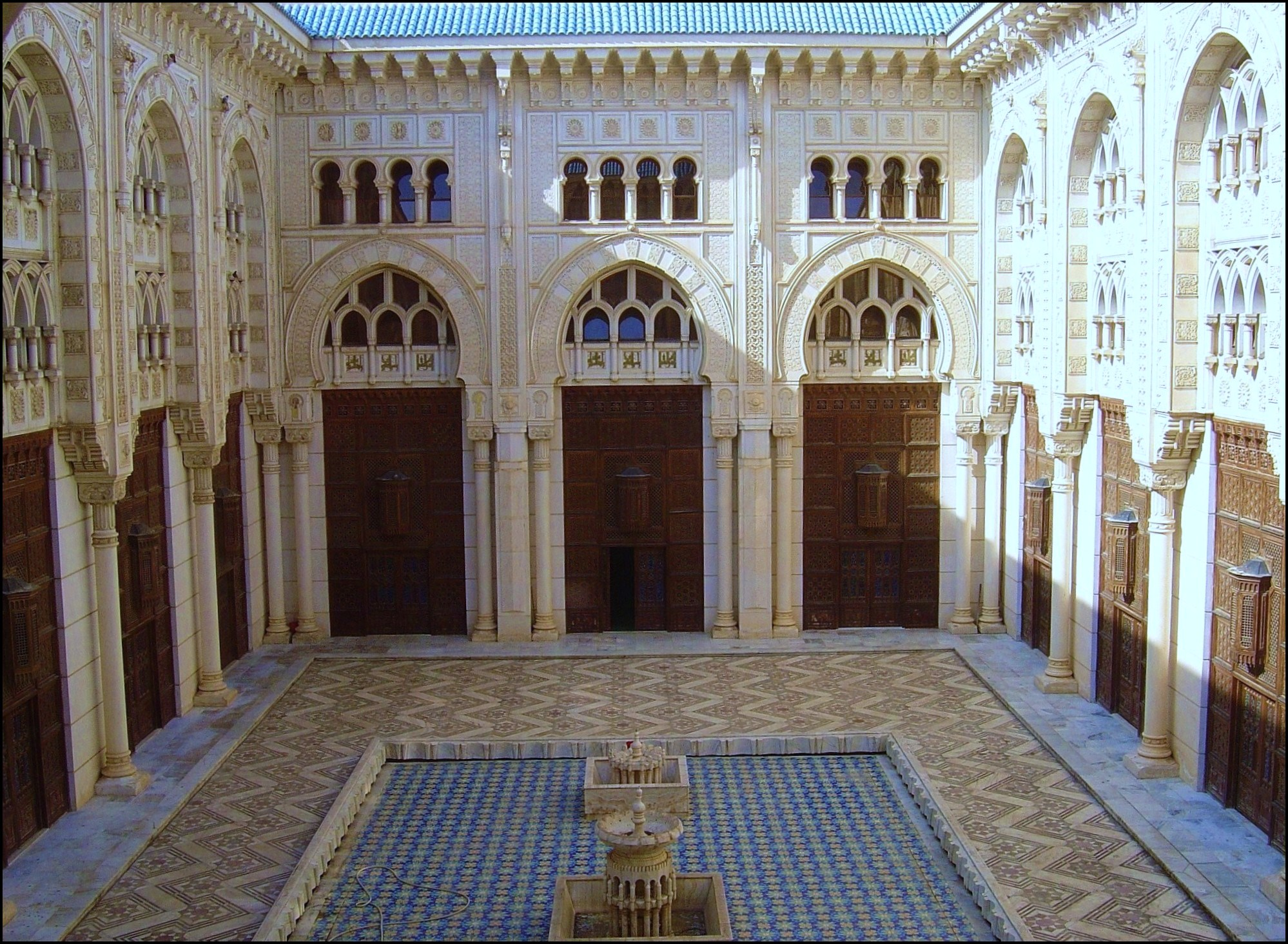
Le Patio
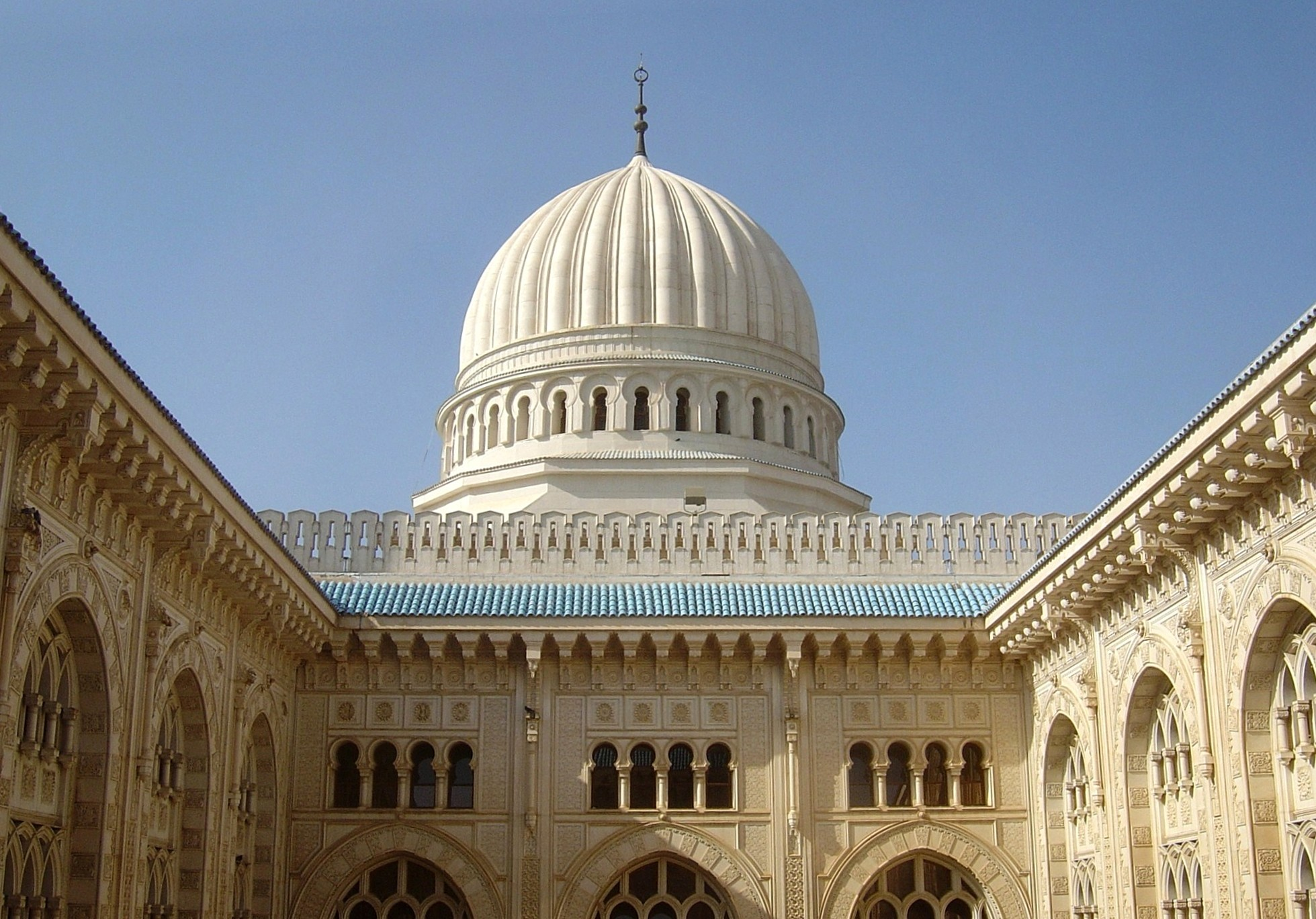
Vue sur le dôme depuis le patio
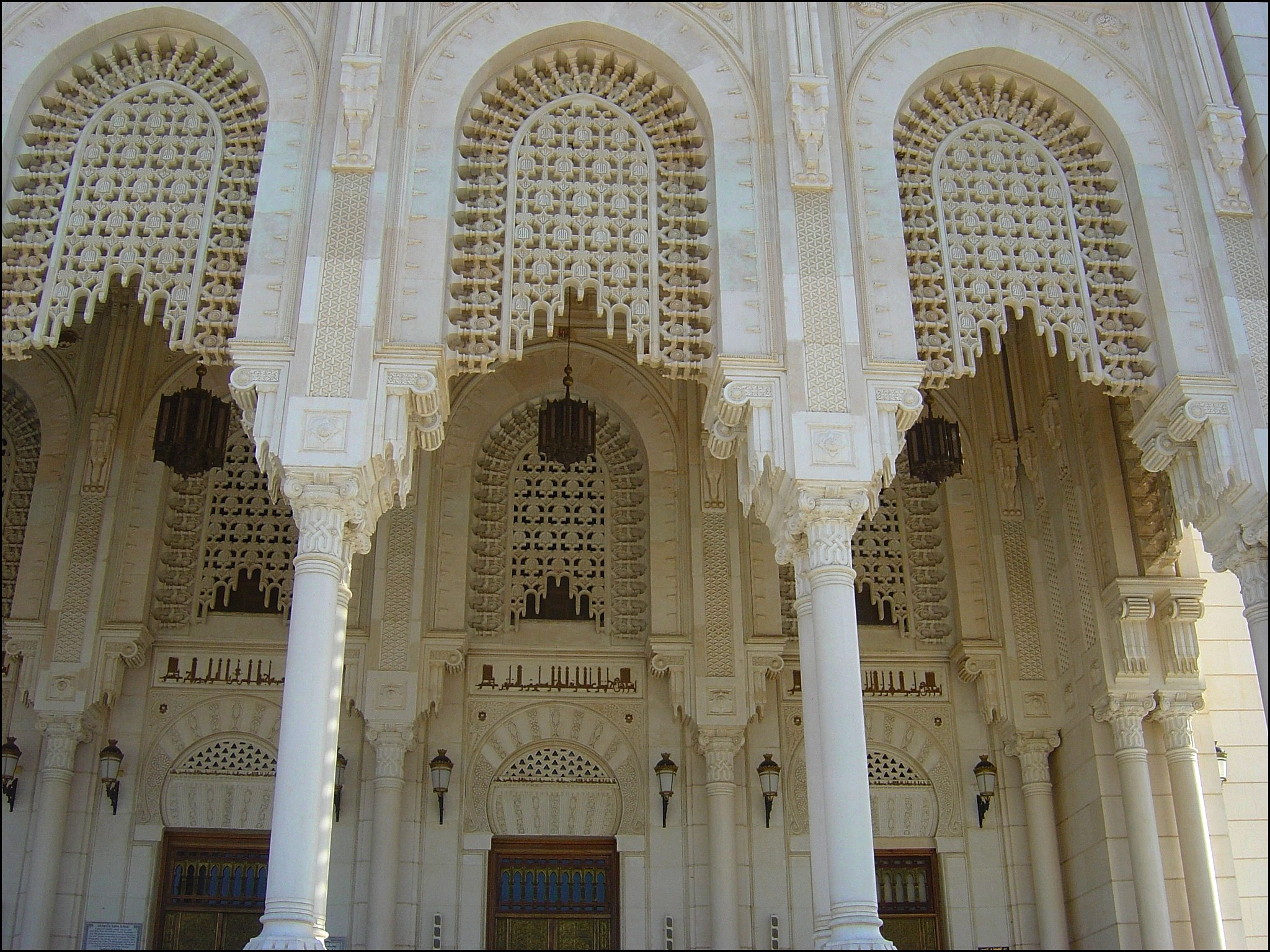
L'entrée de la mosquée ornée d'arcades finement sculptées.
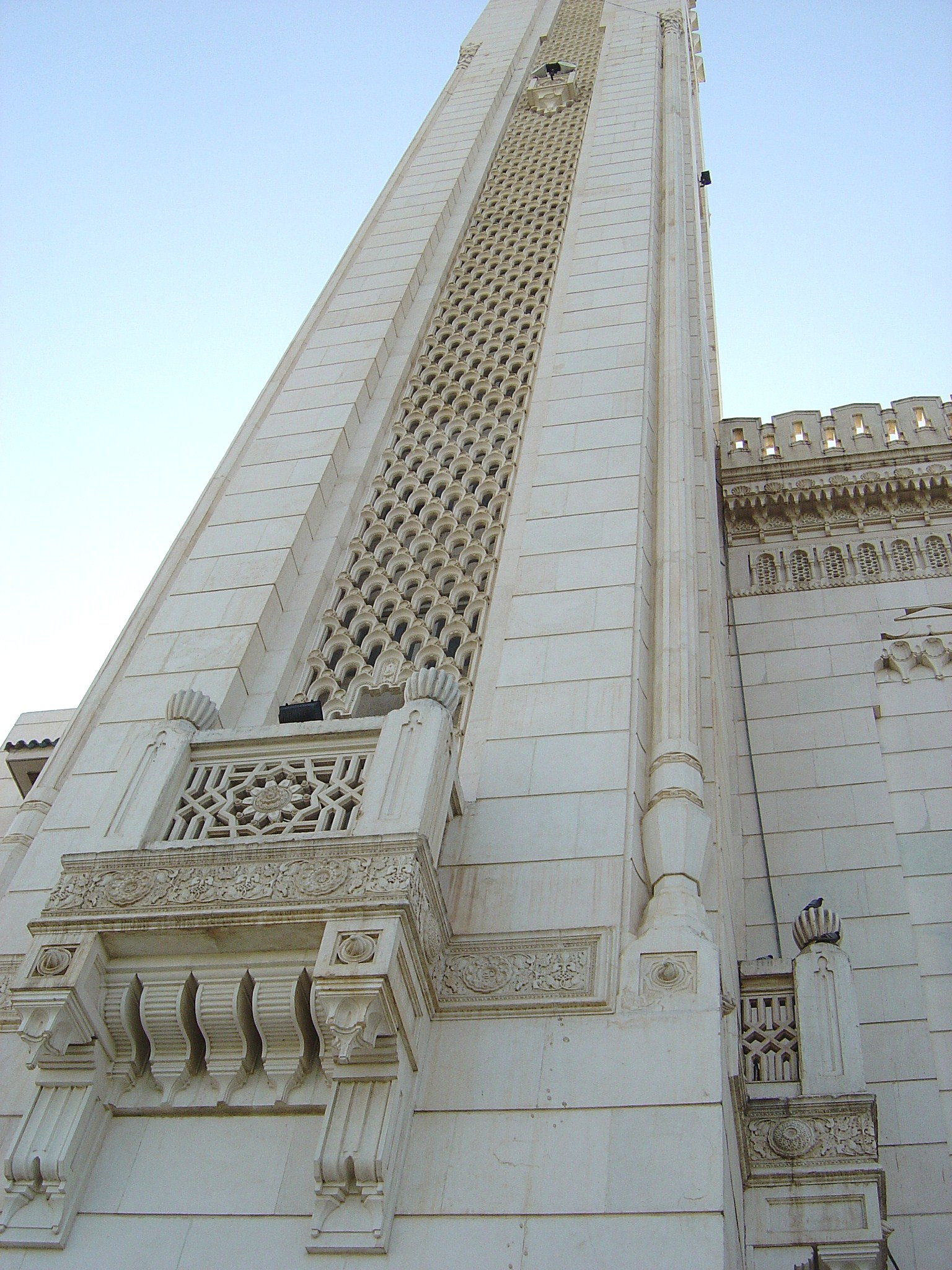
Le Minaret
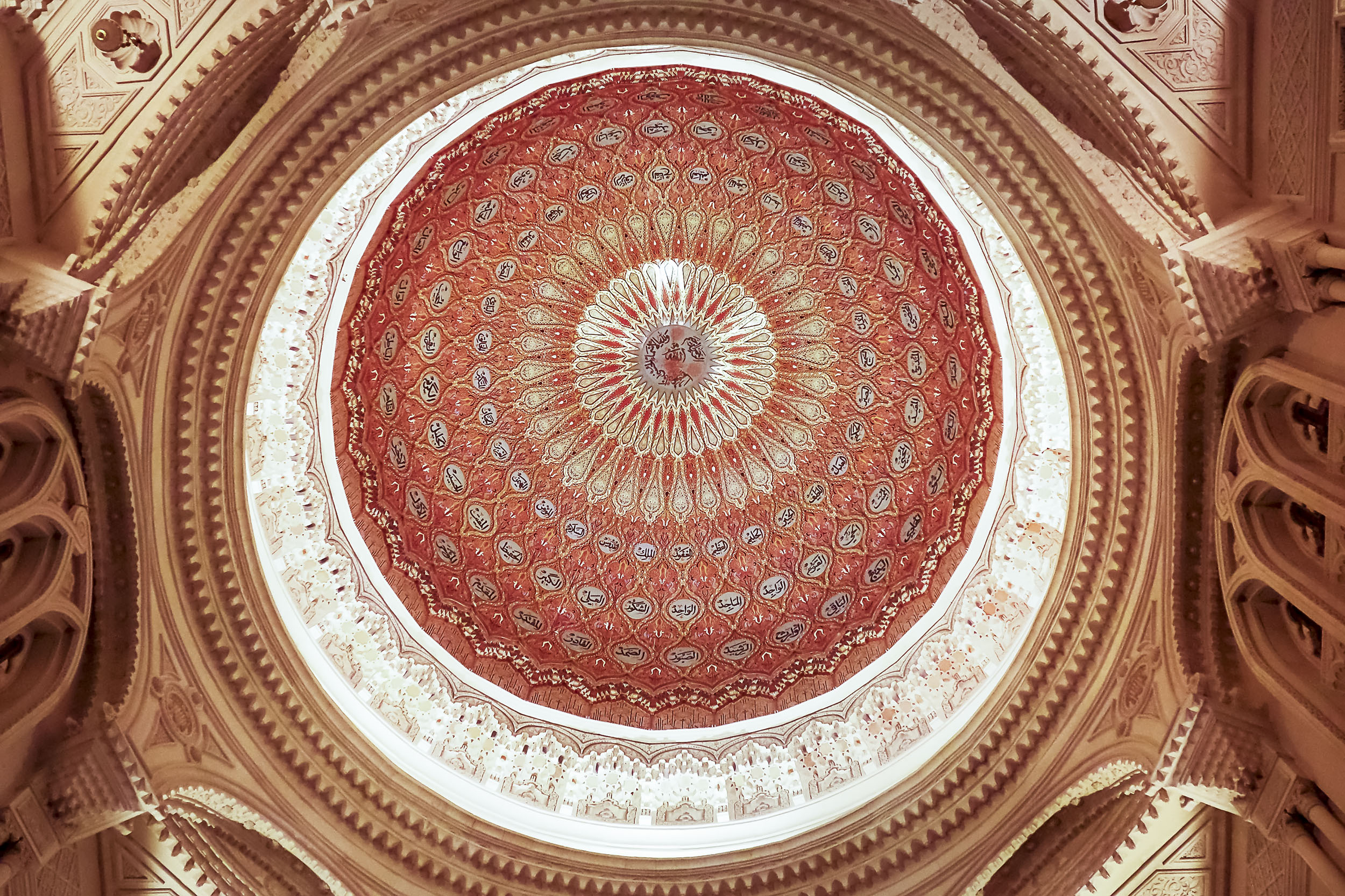
La Coupole, vue de l'intérieur.
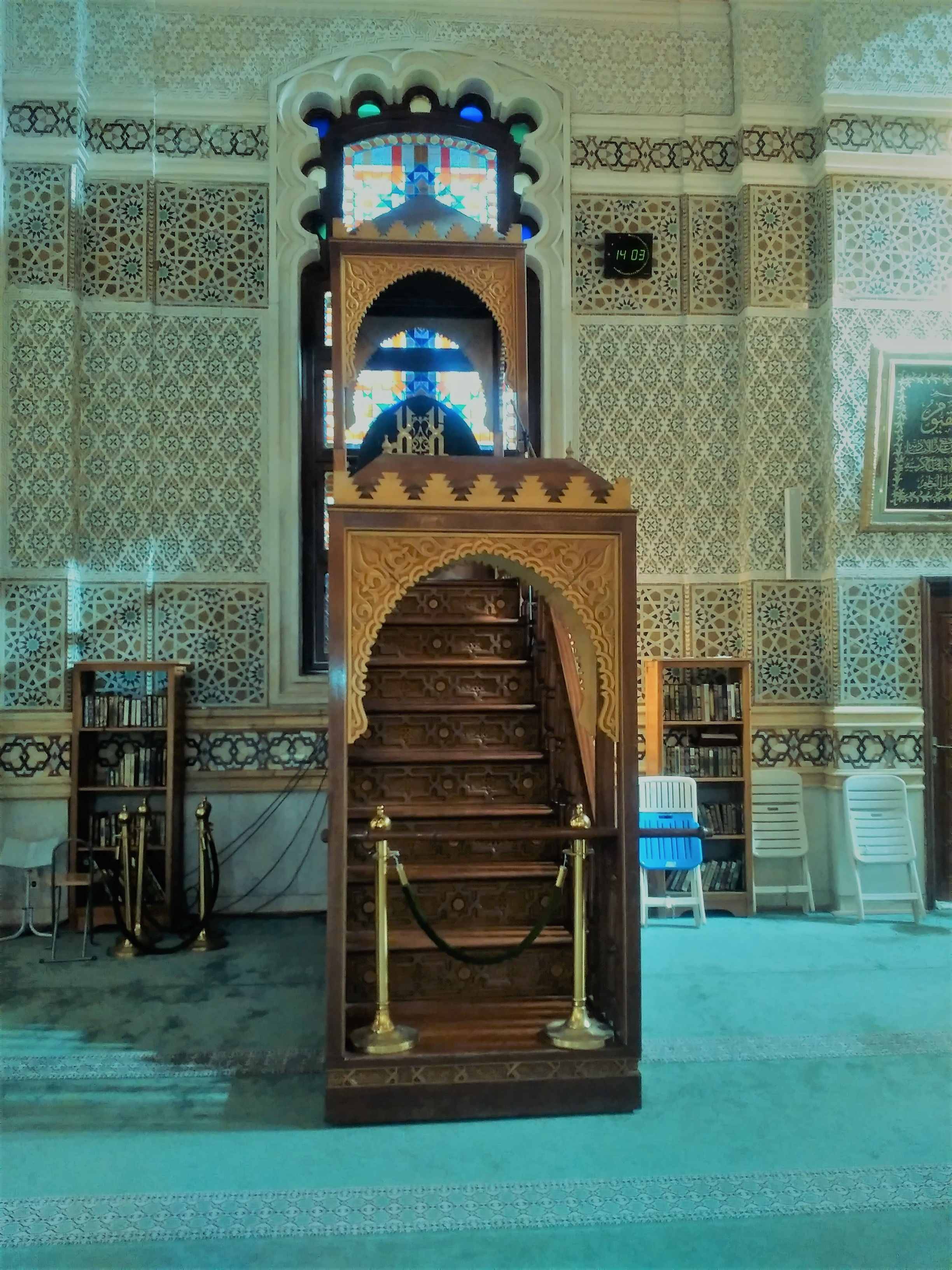
Le Minbar
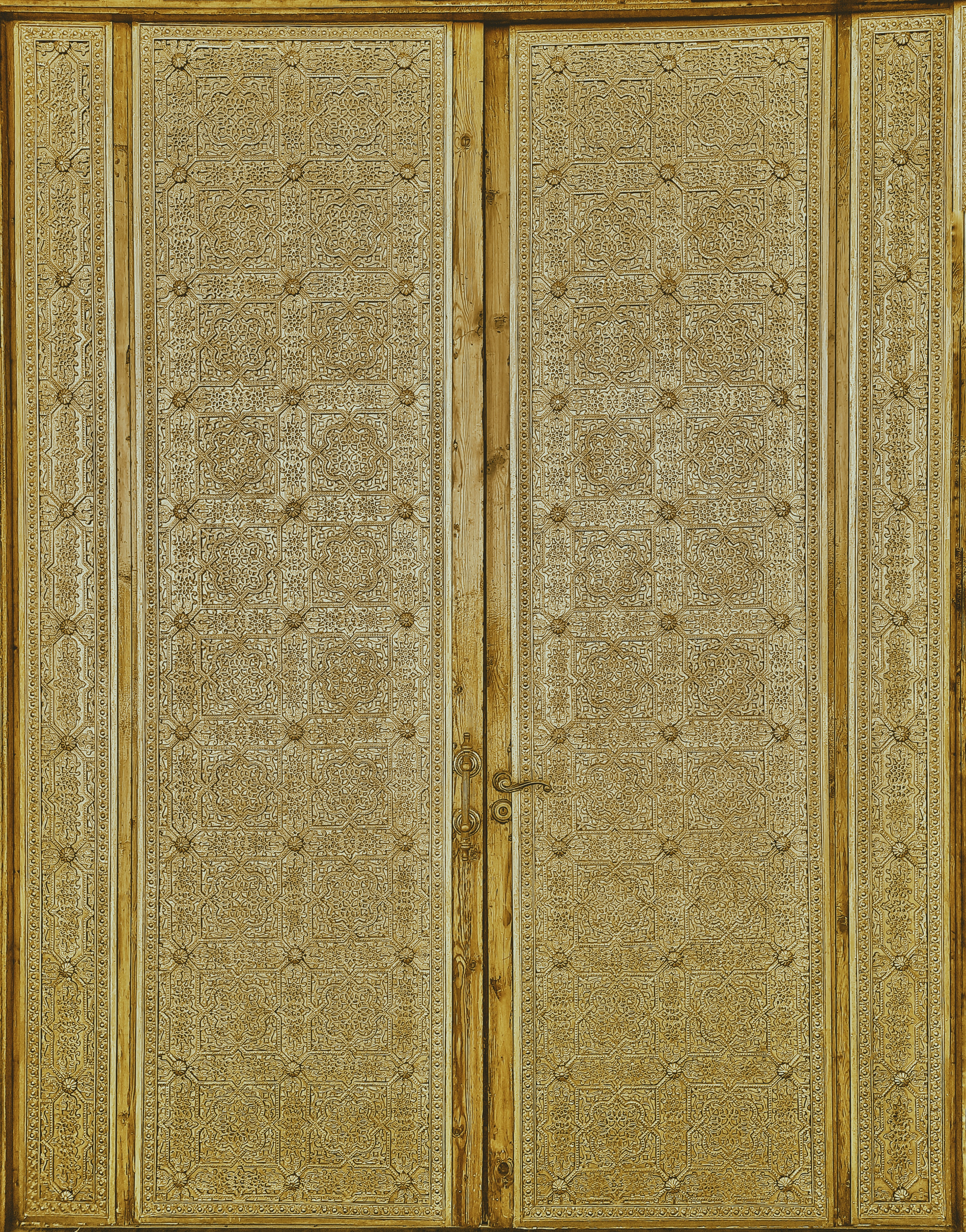
Une des portes d'entrées de la mosquée